# Williams FW31
Der Williams FW31 war der Formel-1-Rennwagen, den das Williams-Team in der Saison 2009 einsetzte. Er wurde von einem Toyota RVX-09 V8 Motor angetrieben.

## Renngeschichte
Das Auto wurde am 19. Januar 2009 auf dem Autódromo Internacional do Algarve in Portugal präsentiert. Entwickelt wurde der Williams FW31 von Sam Michael (Technischer Direktor), Ed Wood (Chefdesigner) und Jon Tomlinson (Chefaerodynamiker).
Der Williams FW31 wurde von Nico Rosberg und Kazuki Nakajima pilotiert. Als beste Resultate erzielte Williams mit dem Rennwagen zwei vierte Plätze.

## Lackierung und Sponsoring
Der FW31 ist überwiegend in Weiß und Blau lackiert. Es werben AirAsia, AT&T, Bridgestone, Philips, Randstad, RBS und Oris auf dem Fahrzeug.

## Ergebnisse
| Fahrer               | Nr.                  | 1   | 2  | 3   | 4   | 5  | 6   | 7  | 8  | 9  | 10 | 11 | 12 | 13 | 14 | 15 | 16  | 17 | Punkte | Rang |
| -------------------- | -------------------- | --- | -- | --- | --- | -- | --- | -- | -- | -- | -- | -- | -- | -- | -- | -- | --- | -- | ------ | ---- |
| Formel-1-Saison 2009 | Formel-1-Saison 2009 |     |    |     |     |    |     |    |    |    |    |    |    |    |    |    |     |    | 34,5   | 7.   |
| N. Rosberg           | 16                   | 6   | 8  | 15  | 9   | 8  | 6   | 5  | 5  | 4  | 4  | 5  | 8  | 16 | 11 | 5  | DNF | 9  | 34,5   | 7.   |
| K. Nakajima          | 17                   | DNF | 12 | DNF | DNF | 13 | 15* | 12 | 11 | 12 | 9  | 18 | 13 | 10 | 9  | 15 | DNF | 13 | 34,5   | 7.   |

| Legende  | Legende            | Legende                                                          |
| Farbe    | Abkürzung          | Bedeutung                                                        |
| -------- | ------------------ | ---------------------------------------------------------------- |
| Gold     | –                  | Sieg                                                             |
| Silber   | –                  | 2. Platz                                                         |
| Bronze   | –                  | 3. Platz                                                         |
| Grün     | –                  | Platzierung in den Punkten                                       |
| Blau     | –                  | Klassifiziert außerhalb der Punkteränge                          |
| Violett  | DNF                | Rennen nicht beendet (did not finish)                            |
| Violett  | NC                 | nicht klassifiziert (not classified)                             |
| Rot      | DNQ                | nicht qualifiziert (did not qualify)                             |
| Rot      | DNPQ               | in Vorqualifikation gescheitert (did not pre-qualify)            |
| Schwarz  | DSQ                | disqualifiziert (disqualified)                                   |
| Weiß     | DNS                | nicht am Start (did not start)                                   |
| Weiß     | WD                 | zurückgezogen (withdrawn)                                        |
| Hellblau | PO                 | nur am Training teilgenommen (practiced only)                    |
| Hellblau | TD                 | Freitags-Testfahrer (test driver)                                |
| ohne     | DNP                | nicht am Training teilgenommen (did not practice)                |
| ohne     | INJ                | verletzt oder krank (injured)                                    |
| ohne     | EX                 | ausgeschlossen (excluded)                                        |
| ohne     | DNA                | nicht erschienen (did not arrive)                                |
| ohne     | C                  | Rennen abgesagt (cancelled)                                      |
| ohne     | keine WM-Teilnahme |                                                                  |
| sonstige | P/fett             | Pole-Position                                                    |
| sonstige | 1/2/3/4/5/6/7/8    | Punktplatzierung im Sprint-/Qualifikationsrennen                 |
| sonstige | SR/kursiv          | Schnellste Rennrunde                                             |
| sonstige | *                  | nicht im Ziel, aufgrund der zurückgelegten Distanz aber gewertet |
| sonstige | ()                 | Streichresultate                                                 |
| sonstige | unterstrichen      | Führender in der Gesamtwertung                                   |